# Dezső-Kálmán Becsek-Garda
Dezső-Kálmán Becsek-Garda este un fost deputat român de etnie maghiară în Parlamentul României. Dezső-Kálmán Becsek-Garda a fost ales ca deputat pe listele UDMR.
Locul și data nașterii:
Becsek-Garda Dezső-Kálmán s-a născut în municipiul Cluj la data de 26 august 1948. Studiile școlare le-a efectuat în orașul său natal. Între anii 1969-1973 era student  la Facultatea de istorie și filozofie din cadrul Universității Babeș-Bolyai din Cluj. Doctoratul a susținut la Institutul de Istorie Nicolae Iorga din București între anii 1991-1995.
  După terminarea facultății din Cluj a fost repartizat în anul 1973 la Școala generală din Remetea (județul Harghita). Între anii 1978-1996 a fost profesor la Liceul ”Salamon Ernő” și Școala generală nr. 6 din Gheorgheni. Din anul 1997 și-a desfășurat activitatea didactică în Extensia din Gheorgheni din cadrul Facultatății de Geografie și al Universității Babeș-Bolyai din Cluj. În anul 1998 a devenit conferențiar universitar.
Activitatea științifică:
Autor a 29 cărți, a redactat 6 cărți, este autorul a 140 de studii în cărți și reviste de specialitate și a peste 500 de articole
Cărți publicate:
1) Gyergyó a történelmi idő vonzásában (Istoria Giurgeului) Székelyudvarhely, Infopress 1992.
2) Székely hadszervezet és faluközösség (Organizare militară și comunitatea sătească la secui) Gyergyószentmiklós, Mark House 1994.
3) Mediu geografic și evoluția socio-demografică în bazinul Giurgeului si Ciucului în secolele XVI-XVII. Miercurea-Ciuc. Alutus 1997.
4) A forradalom katonái Csíkban és Gyergyóban. (Ostașii revoluției din Ciuc si Giurgeu) Csíkszereda, Alutus 1998.
5) A falutörvénytől a közbirtokosságig (De la Statutul obștii până la composesorat) Csíkszereda, Status 1998.
6) Főnépek, lófők, gyalogkatonák Csíkban és Gyergyóban (Armaliști, călăreți, pedestrași în zona Ciucului și Giurgeului) Csíkszereda, Status 1999.
7) Gyergyószentmiklós monográfiája.(Monografia orașului Gheorgheni) Csíkszereda, Státus kiadó, 2001.
8) A székely közbirtokosság I-II. k. (Composesoratele secuiești vol. I-II.) Csíkszereda, Status 2002.
9) Ditró a históriában (Istoria comunei Ditrău) Gyergyószentmiklós, Mark House. 2002.
10) Curs Universitar: Kultúra és civilizáció I-II. k. (Cultură și civilizație vol.  I-II.) csikszereda, ed. Alutus 2003.Cursul a fost reeditat în anul 2005 la editura Status.
11) Munkarend és hagyományőrzés a székely faluközösségben, I-II. k. (Organizarea muncii și tradiție în comunitatea Secuiască) vol. I-II.  Csikszereda, Státus 2004.
12) Az erdővisszaadás kálváriája Székelyföldön Nagyvárad-Székelyudvarhely, Scripta Kiadó, 2004 (Calvarul retrocedării pădurilor în Secuime). Editura Scripta, Oradea-Odorheiu Secuiesc 2004.
13) Gyergyói örmények könyve I-II. k. Hadimúzeum alapítvány kiadó. Budapest. 2007 (Istoria armenilor din Gheorgheni) Editura Hadimúzeum alapítvány. Budapesta. 2007. vol. I, II.
14) Gyergyószentmiklós története I-II. k. Status kiadó. Csíkszereda. 2007 (Istoria orașului Gheorgheni) Editura Status. Miercurea Ciuc. 2007. vol. I-II
15) A polgári fiúiskolától a Vaskertes iskoláig. Státus kiadó, 2008.(Istoria școlii generale din centrul orașului Gheorgheni.) Status kiadó. Csíkszereda, 2008.
16) A megfigyelt történelemkör. Csíkszereda. Státus kiadó, 2009. ( Activitatea cercului de istorie al Liceului Salamon Ernő). Miercurea-Ciuc, 2009.
17) Curs Universitar: Néprajz és toponímia. Státus kiadó, Csíkszereda, 2009. (Etnografia și toponimia). Miercurea-Ciuc, 2009
18) A törvénykező örmény közösség (Hotărârile Scaunului Comercial al armenilor vol. I-II-III). Csíkszereda. Státus kiadó, 2010. I-II-III.k.
19) Cultură și civilizație antică. Curs universitar. Editura Status. Miercurea-Ciuc 2011.
20) A kastély árnyékában. I-II. k. (Istoria comunei Lăzarea, vol. I-II.) Csíkszereda, Státus kiadó, 2012. 
21) A Magyar Párt és Gyergyószentmiklós közélete az 1919-1933 közötti időszakban. I-II. k. (Partidul Maghiar și viata cotidiană în orașul Gheorgheni între anii 1919-1933, vol. I-II.). Csíkszereda, Status kiadó, 2013.
22.) Gyergyószentmiklós gazdasági- társadalmi élete az 1919-1933 közötti időszakban I-II. (Viața social-economică a orașului Gheorgheni între anii 1919-1933, vol. I-II.)– Csíkszereda, Státus Kiadó, 2015.
23.) Gyergyó az 1916-os évi román katonai támadás viharában Scaunul Giurgeului în timpul ocupației militare românești din 1916) – Gyergyószentmiklós, f&f Internácionál kiadó, 2016.
24.) A gyergyószentmiklósi közbirtokosság története (Istoria composesoratului Gheorgheni) - Gyergyószentmiklós, f&f Internácionál kiadó, 2017.
25.) Gyergyó kulturális értékei )Valorile culturale în Bazinul Giurgeului) – Gyergyószentmiklós, f&f Internácionál kiadó, 2018.
26.) Az erdélyi fejedelemség és Gyergyó. I-II. k. (Principatul Transilvaniei și Istoria Bazinului Giurgeului.) Budapest, Hadimúzeum kiadó, 2018, 2019. 
27.) A magyar történelem gyergyói otthona (Istoria conferințelor de istorie organizate la Gheorgheni). – Gyergyószentmiklós, f&f Internácionál kiadó, 2020.
28.) Székelyföld az 1918. év végi román hódítástól az Országos Magyar Párt megalakulásának időszakáig. Impériumváltás Gyergyóban. Gyergyószentmiklós (Ocuparea Transilvaniei de armata română. Schimbarea regimului politic în Bazinul Giurgeului). – f&f Internácionál kiadó, 2021.
29.) A nagyenyedi Bethlen Kollégium története a 19. század végéig. Gyergyószentmiklós ( Istoria Colegiului din Aiud până la sfârșitul secolului al 19-lea) – f&f Internácionál kiadó, 2022.
Lupta lui Becsek-Garda Dezső-Kálmán împotriva mafiei pădurilor și a retrocedărilor ilegale:
În timpul celor trei mandate -timp de 12 ani - a luptat ca parlamentar împotriva mafiei pădurilor și a retrocedărilor ilegale. Între anii 1998-2000 a fost membru în comisia specială parlamentară care s-a ocupat cu situația economiei forestiere din România. Aici, datorită activității sale, s-au descoperit exploatările ilegale și nedeclararea a 4 milioane de metri cub doborâtură de vânt din anul 1995.  Hotărârea din anul 2000 a Camerei Deputaților însă n-a fost respectată de organele abilitate ale statului și de instanțele judecătorești. Cei vinovați pentru păgubirea cu sute  de miliarde de lei a fondului forestier național erau susținuți de către unele grupuri de interese, astfel s-a ajuns la  mușamalizarea infracțiunilor, dând pentru infracțiuni deosebit de grave soluția de neînceperea urmăririi penale.
               În anii 2001 și 2003 Becsek-Garda Dezso a organizat mai multe controale ca membru al Comisiei pentru Cercetarea Abuzurilor, Corupției și pentru Petiții din Camera Deputaților împreună cu corpul de control al Ministerului Agriculturii Pădurilor și a dezvoltării Rurale, al Gărzii Naționale de Mediu și al Gărzii Financiare pentru stoparea defrișărilor ilegale. Deși organele de control ale statului au constatat infracțiuni deosebit de grave ajungându-se la peste zece dosare penale, toate cazurile erau mușamalizate de procurori și judecători.
       Între anii  2006-2007 ca membru al Comisiei pentru Cercetarea Abuzurilor, Corupției și pentru Petiții din Camera Deputaților, după ce a descoperit grave ilegalități privind nerespectarea prevederilor legale privind reconstituirea terenurilor agricole și cu vegetație forestieră a solicitat verificări comune din partea Autorității Naționale pentru Restituirea Proprietăților cu echipa de control al  Comisiei pentru Cercetarea Abuzurilor, Corupției și pentru Petiții din Camera Deputaților și al Inspectoratului General al Poliției. După efectuarea acestor controale BECSEK-Garda Dezso avea numeroase conflicte cu notabilitățile locale implicate în retrocedări frauduloase.  
               În luna ianuarie 2008 un colectiv de lucru din partea Comisiei pentru Cercetarea Abuzurilor, Corupției și pentru Petiții din Camera Deputaților s-a deplasat la Gheorgheni pentru a cerceta la fața locului ilegalitățile în domeniul retrocedărilor, fapte consemnate într-un referat al comisiei. Persoanele inplicate în aceste retrocedări ilegale au intervenit prin toate căile pentru blocarea cercetărilor de către organele abilitate ale statului. Presiunea politică din partea grupului de interese legat de mafia lemnului și a retrocedărilor ilegale, a condus la eliminarea lui din viața politică în toamna anului 2008.
Activitatea legislativă legată de protejarea pădurilor
Una dintre cele mai importante inițiative legislative a lui Becsek-Garda Dezső era legată de reinființarea composesoratelor, a obștilor de moșneni și răzeși sub denumirea ”Propunere legislativă privind administrarea, organizarea și funcționarea devălmășiilor” (1998), inițiativă care la solicitarea D-lui Vasile Lupu a fost înglobat în Legea nr. 18 modificată, cunoscută sub denumirea ”Legea Lupu” votată în Parlament în anul 1999, semnat de președintele Constantinescu la data de 12 ianuarie 2000.
Prin numeroase inițiative legislative a încercat să stopeze furturile ilegale din păduri. Dintre acestea aș enumera următoarele:
Propunere legislativă privind prevenirea și completarea unor abuzuri în domeniul exploatării, prelucrării și comercializării materialului lemnos.(anul 2000)
Propunere legislativă privind modificarea și completarea Legii nr.26 din 1996 privind Codul Silvic.(anul 2001)
Propunere legislativă privind modificarea și completarea Legii nr.31 din 2000 privind stabilirea și sancționarea contravențiilor silvice.(anul 2001)
Propunere legislativă pentru modificarea și completarea Ordonanței Guvernului nr.96/1998, republicată în temeiul art. IV din Legea nr.141/1999, privind reglementarea regimului silvic și administrarea fondului forestier național.(anul 2001)
Proiect de Lege pentru modificarea și completarea Legii nr.26/1996-Codul silvic și a Legii nr.31/2000 privind stabilirea și sancționarea contravențiilor silvice.(anul 2002).
Proiect de Lege pentru modificarea și completarea Ordonanței Guvernului nr.96/1998 privind reglementarea regimului silvic și administrarea fondului forestier național, republicată (anul 2003) – votul definitiv al legii 120/2004  în cele două camere ale Parlamentului a avut loc în anul 2004.
Propunere legislativă pentru modificarea Ordonanței de urgență a Guvernului nr.98/2003 (anul 2005)
Propunere legislativă pentru modificarea art.40 din Legea nr.26/1996 - Codul Silvic (anul 2005)
Inițiativele legislative ale lui Becsek-Garda Dezso împotriva mafiei lemnului și ale infracționalității din domeniul silvic era în legătură cu protejarea mediului înconjurător. Pentru protejarea fondului forestier a depus următoarele inițiative legislative:
Propunere legislativă pentru protecția zonelor calamitate (2005)
Propunere legislativă pentru protejarea zonelor forestiere afectate de doborâturi de vânt și alte calamități naturale (2006-2007) – Deși Legea a fost votată atât în Senat cât și în Camera Deputaților, după votul final a fost atacată la Curtea Constituțională de 50 de deputați. Neavând susținerea politică a UDMR-ului, Curtea Constituțională a adoptat o decizie neconstituțională prin următoarea formulare: Decizia nr. 230 din 14 martie 2007 referitoare la sesizarea de neconstitutionalitate a Legii pentru protejarea operatorilor economici care au ca obiect de activitate exploatarea si prelucrarea lemnului din zonele forestiere afectate de doboraturi de vânt si de alte calamități naturale. Decizia a fost publicată în Monitorul Oficial nr. 236/5 aprilie 2007. 
Proiect de Lege pentru modificarea și completarea Legii fondului cinegetic și a protecției vânatului nr.103/1996 (2005-2006)
Proiect de Lege privind regulile de sănătate publică la folosirea ciupercilor comestibile din flora spontană (2005-2006) - a devenit lege după voturile finale sub nr. 30/2006.
Comasările
În concepția lui Becsek-Garda Dezső pătura de mijloc al societății rurale trebuia protejată, prin rentabilizarea producției agricole. Prin urmare a inițiat de mai multe ori Legea pentru comasarea terenurilor agricole. Proiectele de legi în acest sens erau următoarele:
Propunere legislativă privind stimularea constituirii și sprijinirea activității formelor asociative de exploatare și gospodărire agricole, zootehnice și silvice (anul 2003)
Propunere legislativă privind comasarea terenurilor agricole (anul  2004)
Propunere legislativă privind reorganizarea terenurilor agricole prin comasare (anul 2005)
Propunere legislativă privind reorganizarea terenurilor agricole (anul 2006)
Propunere legislativă "Legea comasării" (anul 2007-2008). Această inițiativă nu a putut să devină lege datorită unui singur vot. Kelemen Hunor președintele UDMR nu avea la el cartela de vot.
Propunere legislativă pentru completarea Titlului XI - Renta viageră agricolă din Legea nr.247/2005  privind reforma în domeniul  proprietății și justiției, precum și unele măsuri adiacente (anul 2007-2008)
Inițiative legislative privind despăgubirea deponenților la CEC care au depus sume de bani până la data de 01.11.1990  - care în anul 2007  a devenit lege.
Prima inițiativă legislativă privind  “despăgubirea deponenților la CEC care au depus sume de bani până la data de 01.11.1990  în vederea achiziționării de autoturisme Dacia” - a depus propunerea de lege în anul 1999. 
Peste trei ani, în anul 2002  a depus din nou  ”Propunerea legislativă privind despăgubirea deponenților la Casa de Economii și Consemnațiuni care au depus diverse sume de bani până la data de 01.11.1990  în vederea achiziționării de autoturisme DACIA.” 
În ziua de 12. 12. 2006  a depus a treia oară această propunere legislativă. Inițiativa a fost votată în luna mai 2007 împreună cu propunerile pe această temă ale Partidului Conservator, Partidului România Mare și al Partidului Social-Democrat, fiind recunoscut ca unul dintre autorii legii.
Inițiativele legislative pentru sprijinirea unităților de cult
Propunere legislativă privind stabilirea unor forme de sprijin financiar pentru unitățile de cult cu venituri mici sau fără venituri, aparținând episcopiilor, unităților de cult oficial recunoscute în diaspora din țară (anul 2000)
Proiect de Lege privind stabilirea unor forme de sprijin financiar  pentru unitățile de cult cu venituri mici sau fără venituri, ale micilor comunități de enoriași în dispersare aparținând unităților de cult oficial recunoscute în țară (anul 2002)
Propunere legislativă pentru modificarea Ordonanței Guvernului nr.82 din 30 august 2001 privind stabilirea unor forme de sprijin financiar pentru unitățile de cult aparținând cultelor religioase, recunoscute din România aprobată prin Legea nr.125 din 18 martie 2002 ( anul 2004)
Propunere legislativă pentru modificarea și completarea Ordonanței Guvernului nr.82 din 30 august 2001 privind stabilirea unor forme de sprijin financiar pentru unitățile de cult aparținând cultelor religioase recunoscute din România, aprobată prin Legea nr.125 din 18 martie 2002 (anul 2006)
Inițiative privind Legea arhivelor
Fiind om de știință care a cercetat mai multe decenii în arhivele naționale și internaționale a depus două inițiative legislative în acest domeniu, care sunt următoarele:
Propunere legislativă pentru modificarea Legii nr.16 din 1996 a Arhivelor Naționale (anul 2003)
Propunere legislativă "Legea Arhivelor Publice"
Legi de despăgubiri  
Propunere legislativă privind reglementarea juridică a persoanelor aflate pe așa numitele liste de chiaburi (2008)
Propunere legislativă privind condamnările cu caracter politic din perioada 1956-1962 (2008)
Propuneri legislative privind sistemul public de pensii
Propunere legislativă pentru completarea Legii nr.19/2000 privind sistemul public de pensii și alte drepturi de asigurări sociale (anul 2007)
Propunere legislativă privind instituirea celei de-a 13-a pensii (anul  2008)
Propunere legislativă pentru modificarea Legii nr.578/2004 privind acordarea unui ajutor lunar pentru soțul supraviețuitor (anul 2008)
Lege pentru declararea orașului Gheorgheni ca municipiu
Propunere legislativă privind acordarea declararea ca municipiu al orașului Gheorgheni, județul Harghita.(1998) clasată cf. art. 60 alin.5
din Constituție
Propunere legislativă privind declararea ca municipiu al orașului Gheorgheni, județul Harghita (2003) – Lege 584/2003
Alte propuneri legislative
Propunere legislativă privind înființarea Stațiunii de Cercetări Antarctice ROMÂNIA (2000)
Propunere legislativă pentru modificarea alin (1) al articolului 1 din Ordonanța de urgență a Guvernului nr.70/2003 privind acordarea de produse lactate și de panificație pentru elevii din clasele I-IV din învățământul de stat, precum și pentru copiii preșcolari din grădinițele de stat cu program normal de 4 ore (2004)
Propunere legislativă pentru modificarea Legii nr.184/2001 privind organizarea și exercitarea profesiei de arhitect (2007)
Propunere legislativă pentru modificarea anexei la Legea nr.630/2002 Legea cinematografiei cu modificările și completările ulterioare (2005-2006)
Propunere legislativă de revizuire a Constituției României (2003)
În cadrul activității sale parlamentare, Dezső-Kálmán Becsek-Garda fost membru în următoarele grupuri parlamentare de prietenie:
- în legislatura 1996-2000: Macedonia, Mongolia, Republica Cuba;
- în legislatura 2000-2004: Republica Armenia, Republica Cuba;
- în legislatura 2004-2008: Bosnia și Herțegovina, Republica Guineea.